# Diana Damrau
Diana Damrau, née le 31 mai 1971 à Guntzbourg, est une soprano allemande. Elle interprète aussi bien le répertoire lyrique léger de l'opéra italien (Lucia, Gilda, Oscar) ou français (Olympia, Leïla) que les rôles lyriques du répertoire allemand (Sophie, la Reine de la nuit, Pamina, Zerbinetta).

## Biographie

### Jeunesse et formation
Diana Damrau naît le 31 mai 1971 à Guntzbourg. Elle étudie avec Carmen Hanganu à l'école de musique de Wurtzbourg. Après obtention du diplôme, elle poursuit avec Hanna Ludwig à Salzbourg.
Au cours de ses études, elle développe un œdème sur une corde vocale, qu'elle soigne avec un traitement alternatif non chirurgical. Ce dernier, couronné de succès, dure un an et demi.

### Carrière
Elle fait ses débuts sur scène en 1995 à Wurtzbourg dans Le Nozze di Figaro de Mozart (rôle de Barberina). Elle passe ensuite par le Nationaltheater de Mannheim, puis l'opéra de Francfort, ce qui lui permet d'élargir son répertoire.
En 2002, elle participe à Vienne à la première mondiale de l'opéra de Friedrich Cerha Der Riese vom Steinfeld, puis figure dans la distribution de Europa riconosciuta, opéra d'Antonio Salieri donné lors de la réouverture de La Scala de Milan, sous la baguette de Riccardo Muti.
Elle débute au Covent Garden de Londres en 2003 dans le rôle de la Reine de la nuit de La Flûte enchantée puis en 2005 au Metropolitan Opera de New York dans celui de Zerbinetta d'Ariadne auf Naxos. 
Elle interprète également la Comtesse des Noces de Figaro à La Scala de Milan, en 2003 dans la mise en scène historique de Giorgio Strehler, puis en 2016 dans celle, toute nouvelle, de Frederic Wake-Walker immortalisée dans un DVD.
Le 7 décembre 2013, à l'occasion du bicentenaire de Verdi, elle incarne Violetta, le fameux rôle de La traviata pour la prima de La Scala de Milan. Si la mise en scène de Dmitri Tcherniakov, un peu trop moderne et uniquement axée sur la relation entre Violetta et Alfred, et l'interprétation de Piotr Beczała (habitué du rôle depuis 17 ans en Pologne), mettant l'accent sur le ressenti et les sentiments du personnage plutôt que sur la fougue de sa jeunesse (rôle de jeune premier, Beczała a 46 ans à ce moment-là), sont plutôt mal accueillis par le public milanais, très attaché à la production mythique de Visconti, avec Maria Callas dans le rôle-titre, Diana Damrau est, elle, ovationnée pour son interprétation tout en nuances et en émotions ; elle tient le rôle jusqu'au 3 janvier 2014.
Elle a également chanté Violetta de La traviata à Paris, à l'opéra Bastille, lors des premières représentations de la mise en scène de Benoît Jacquot, en 2014, où « la technicienne éblouit par sa maîtrise, la musicienne sidère par son brio », aux côtés de Francesco Demuro et de Ludovic Tézier, ainsi qu'au MET en 2018 dans la nouvelle mise en scène de  Michael Mayer aux côtés de Juan Diego Flórez. L'une des représentations est retransmise en haute définition dans les cinémas du monde entier.
Elle est remarquée ensuite en Juliette dans le Roméo et Juliette de Charles Gounod aux côtés du ténor italien Vittorio Grigolo, d'abord au MET de New York en 2017, dans la nouvelle mise en scène de Bartlett Sher , qui est retransmise au cinéma en haute définition, puis à La Scala de Milan début 2020.
Diana Damrau interprète également un important répertoire de lieder (Shubert, Schumann, Strauss) dans le cadre de récitals au Musikverein de Vienne, au Carnegie Hall, au Wigmore Hall, à La Scala, à la Schubertiade Schwarzenberg en Autriche, au Kissinger Sommer et aux festivals de Munich et de Salzbourg. En 2018, elle entreprend une tournée de lieder d'Hugo Wolf, intitulée Italienisches Liederbuch, avec le ténor Jonas Kaufmann et le pianiste Helmut Deutsch. L'un des concerts se déroule en février à la Philharmonie de Paris. Un CD est édité l'année suivante.
Dès 2016, alors que sa voix évolue, elle aborde les Vier letzte Lieder de Richard Strauss lors d'une tournée avec l'orchestre de Bavière sous la direction de Kirill Petrenko. Trois ans plus tard, en 2019, sort un CD de lieder de Richard Strauss, dont ces « Quatre derniers » sous la direction de Mariss Jansons.
En 2022, elle participe à nouveau à une tournée de lieder, airs d'amour de Schumann et Brahms, dans onze villes d'Europe, dont Paris, Berlin, Londres, Munich, Baden Baden avec le ténor Jonas Kaufmann et le pianiste Helmut Deutsch.

### Vie personnelle
Damrau est mariée au baryton-basse français Nicolas Testé (en). Ils ont deux garçons, nés en 2010 et 2012.

## Voix
Certains critiques musicaux rapprochent la voix de Diana Damrau de celle d'Edita Gruberová, dont elle partage le répertoire (Eliza Doolittle, la Reine de la Nuit, Konstanze, Gilda, Norina, Lucia di Lammermoor, Zerbinetta, Fiakermilli, Sophie von Faninal, la Voix de l'Oiseau dans Siegfried ainsi que des récitals de lieder) : une grande facilité et virtuosité dans le suraigu, un timbre clair, une technique lui permettant de chanter des rôles lyriques nécessitant une voix suffisamment puissante dans le médium.
Sa voix a évolué avec le temps, le médium s'est corsé tandis que l'aigu était moins facile, et Diana Damrau s'est adaptée en abordant des rôles plus soutenus.

## Répertoire
- Adèle, Le Comte Ory, Rossini
- Adele, Die Fledermaus, J. Strauss
- Adina, L'elisir d'amore, Donizetti
- Anna Bolena, Anna Bolena, Donizetti
- Aithra, Die ägyptische Helena, R. Strauss
- Amina, La sonnambula, Bellini
- Aminta, Il re pastore, Mozart
- Aminta, Die schweigsame Frau, R. Strauss
- Ännchen, Der Freischütz, Weber
- Anne Dindon, La Cage aux Folles, Herman
- Antonia, Les contes d'Hoffmann, Offenbach
- Contessa Rosina Almaviva, Le nozze di Figaro, Mozart
- Donna Anna,  Don Giovanni, Mozart
- Eliza Doolittle, My Fair Lady, Loewe
- Elvira, I puritani, Bellini
- Europa, Europa riconosciuta, Salieri
- Fauno, Ascanio in Alba, Mozart
- Fiakermilli, Arabella, R. Strauss
- Gilda, Rigoletto, Verdi
- Gretel, Hänsel und Gretel, Humperdinck
- Giulietta, Les contes d'Hoffmann, Offenbach
- Professeur de gymnastique/Femme soule, 1984, Lorin Maazel
- La Reine de la Nuit, Die Zauberflöte, Mozart
- Konstanze, Die Entführung aus dem Serail, Mozart
- Johanna Barker, Sweeney Todd, Sondheim
- Juliette, Roméo et Juliette, Gounod
- Leila, Les Pêcheurs de perles, Bizet
- Linda, Linda di Chamounix, Donizetti
- Lucia, Lucia di Lammermoor, Donizetti
- Manon, Manon, Massenet
- Marguérite (rôle début 2018), Faust, Gounod
- Marguérite di Valois, Les Huguenots, Meyerbeer
- Maria Stuarda (rôle début 2018), Maria Stuarda, Donizetti
- Marie, La Fille du régiment, Donizetti
- Marzelline, Fidelio, Beethoven
- Moll Hackabout, A Harlot's Progress: Iain Bell
- Norina, Don Pasquale, Donizetti
- Olympia, Les contes d'Hoffmann, Offenbach
- Ophélie (rôle début 2019), Hamlet, Thomas
- Pamina, Die Zauberflöte, Mozart
- Philine, Mignon, Thomas
- Rita, Rita, Donizetti
- Rosina, Il barbiere di Siviglia, Rossini
- Sophie, Der Rosenkavalier, R. Strauss
- Stella, Les contes d'Hoffmann, Offenbach
- Une petite femme, Der Riese vom Steinfeld, Friedrich Cerha
- Susanna, Le nozze di Figaro, Mozart
- Violetta, La traviata, Verdi
- Zaide, Zaide, Mozart
- Zdenka, Arabella, R. Strauss
- Zerbinetta, Ariadne auf Naxos, R. Strauss

## Récompenses
- 1999 : Lauréate du 7e Concours international Mozart de Salzbourg;
- 1999 : Élue « Jeune cantatrice de l'année » lots d'un sondage effectué par la revue Opernwelt auprès de critiques;
- 2004 : Récipiendaire du titre d'« Étoile de l'année » par l'Abendzeitung de Munich;
- 2005 : Récipiendaire du titre « Rose de l'année » par le Tageszeitung de Munich (tz)
- 2006 : Appelée à se produire aux côtés de Plácido Domingo aux Trois Galas d'Orchestre de Munich qui ouvrent les FIFA World Cup 2006 en Allemagne
- 2006 : Nommée « Bavaroise de l'année » par le Bayerischer Rundfunk
- 2007 : Honorée du prix EON pour la culture
- 2007 : Honorée du titre de « Bayerische Kammersängerin »
- 2007 : Représentée en couverture d'Opera News de mars 2007 et de Opera Magazine de mai 2007
- 2008 : Honorée du titre de « Cantatrice de l'année 2008 » par la revue Opernwelt, elle parait en page de couverture du livre de l'année
- 2008 : Honorée du Prix de la critique allemande du disque (de) pour son album Arie di Bravura
- 2010 : Récompensée de l'ordre bavarois de Maximilien pour la science et l'art, la plus haute distinction honorant le mérite artistique remise par la Bavière. Le nombre de membres vivants est limité à 100
- 2011 : Récompensée du prix Echo Klassik pour son album Poesie
- 2014 : Nommée « Cantatrice de l'année » dans le cadre des International Opera Awards 2014[20]
- 2014 : Récompensée par le prix Klassik ohne Grenzen délivré par l'Echo Klassik pour son album Forever[21]
- 2018 : Prix « Cantatrice de l'année » pour son album Meyerbeer de chez Opus Klassik[22]

## Discographie (sélection)

### CD

#### Opéras
- Wolfgang Amadeus Mozart : Zaide, Nikolaus Harnoncourt (dir.) - Deutsche Harmonia Mundi
- Der Riese vom Steinfeld de Friedrich Cerha, Michael Boder (dir.) - ORF
- Antonio Vivaldi : Ercole sul Termodonte. Avec Rolando Villazón, Patrizia Ciofi, Diana Damrau, Vivica Genaux, Philippe Jaroussky, Topi Lehtipuu, Europa Galante & Fabio Biondi. Virgin Classics, 2010

#### Récitals
- Arie di bravura, « airs de bravoure » de Mozart, Salieri et Righini, Le Cercle de l'Harmonie, Jérémie Rhorer (dir.) - Virgin Classics
- Donna, héroïnes et airs de concert de Mozart, Le Cercle de l'Harmonie, Jérémie Rhorer (dir.) - Virgin Classics
- Des Knaben Wunderhorn de Gustav Mahler, Iván Paley (baryton), Stephan Matthias Lademann (piano) - Telos Music Vocal
- Franz Liszt : Lieder avec piano, Helmut Deutsch (piano) - Virgin Classics 2012
- Poesie, lieder de Richard Strauss, Christian Thielemann (dir.), Virgin classics, 2010
- Salzburger Liederabend 2005, lieder de Berg, Mahler, Zemlinski, Wolf, Strauss, Stephan Matthias Lademann (piano) - Orfeo Festspieldokumente
- Schubertiade 2006, Schwarzenberg, lieder de Clara Schumann, Chopin, Mendelssohn, Brahms et Liszt, Helmut Deutsch (piano) - Orfeo Festspieldokumente
- Italienisches Liederbuch, lieder d'Hugo Wolf, Jonas Kaufmann, Diana Damrau, Helmut Deutsch- CD Erato - 2019
- Richard Strauss (1864-1949) : Vier letzte Lieder, lieder. Diana Damrau, soprano. Helmut Deutsch, piano. Symphonieorchester des Bayerischen Rundfunks, direction : Mariss Jansons. 1 CD Erato. Enregistré à Munich et Schwarzenberg en janvier et novembre 2019.

### DVD
- La Flûte enchantée de Mozart (Reine de la nuit) avec Simon Keenlyside, Dorothea Röschmann, Will Hartmann - Mise en scène: Sue Judd et David McVicar - Chef d'orchestre : Sir Colin Davis. BBC Opus Arte 2003.
- Verdi : Rigoletto (Gilda), avec Juan Diego Florez, Zeljko Lucic, Sächsische Staatskapelle Dresden, Fabio Luisi - Mise en scène : Nikolaus Lehnhoff - Virgin Classics, 2010.
- Le Chevalier à la rose de Richard Strauss (Sophie Faninal). 31 janvier 2009 Festival de Baden-Baden - DECA
- Le Comte Ory de G.Rossini ( La Comtesse Adèle) avec Juan Diego Florez et Joyce DiDonato. Mise en scène : Bartlett Sher, Metropolitan Opera, dir. : Maurizio Benini, Live 9 avril 2011, Virgin Classics, 2011.
- Les Pêcheurs de perles de Georges Bizet, Gianandrea Noseda (dir.), Matthew Diamond (mise en scène), Diana Damrau, Leïla, Matthew Polenzani, Nadir, Mariusz Kwiecien, Zurga, Nicolas Testé, Nourabad, The Metropolitan Opera Orchestra and Chorus. 1 DVD & Blu-ray Warner Classics Erato 2017.